# Wełykyj Ołeksandriw
Wełykyj Ołeksandriw (ukr. Великий Олександрів) – wieś na Ukrainie, w obwodzie chmielnickim, w rejonie chmielnickim, w hromadzie Wińkowce, u ujścia Batiżoku do Uszycy. W 2001 roku liczyła 989 mieszkańców.